# American Egg Board
L'American Egg Board (AEB) és una associació de productors d'ous dels Estats Units d'Amèrica, fundada l'any 1975.
Els productors d'ous dels EUA es reuneixen, d'acord amb les autoritats estatutàries, per establir, finançar i executar programes coordinats, en recerca, educació i promoció, tot orientat a impulsar la demanda d'ous i ovoproductes. L'AEB i totes les activitats del programa estan finançades per productors d'ous dels Estats Units, amb l'aprovació del Departament d'Agricultura dels Estats Units (USDA).
El Consell està format per 18 membres i 18 suplents procedents de totes les regions del país que són nomenats pel secretari d'Agricultura. El personal de l'AEB duu a terme els programes sota la direcció de la Junta. AEB es troba a Chicago.